# 라 팜
라 팜(La Femme)은 프랑스의 사이키 펑크 록 밴드이다.